# Losin' It
Losin' It is een film uit 1983 onder regie van Curtis Hanson.

## Verhaal
De film speelt zich af in 1965. Vier vrienden die elkaar van school kennen, maken een reis naar Mexico om hier een bekend bordeel te bezoeken om seksuele ervaringen op te doen. Onderweg nemen ze een vrouw mee die meegaat om in Mexico haar scheiding te regelen.

## Rolverdeling
| Acteur             | Personage |
| ------------------ | --------- |
| Tom Cruise         | Woody     |
| Jackie Earle Haley | Dave      |
| Shelley Long       | Kathy     |
| John Stockwell     | Spider    |
| John P. Navin Jr.  | Wendell   |